# Vattenkraft

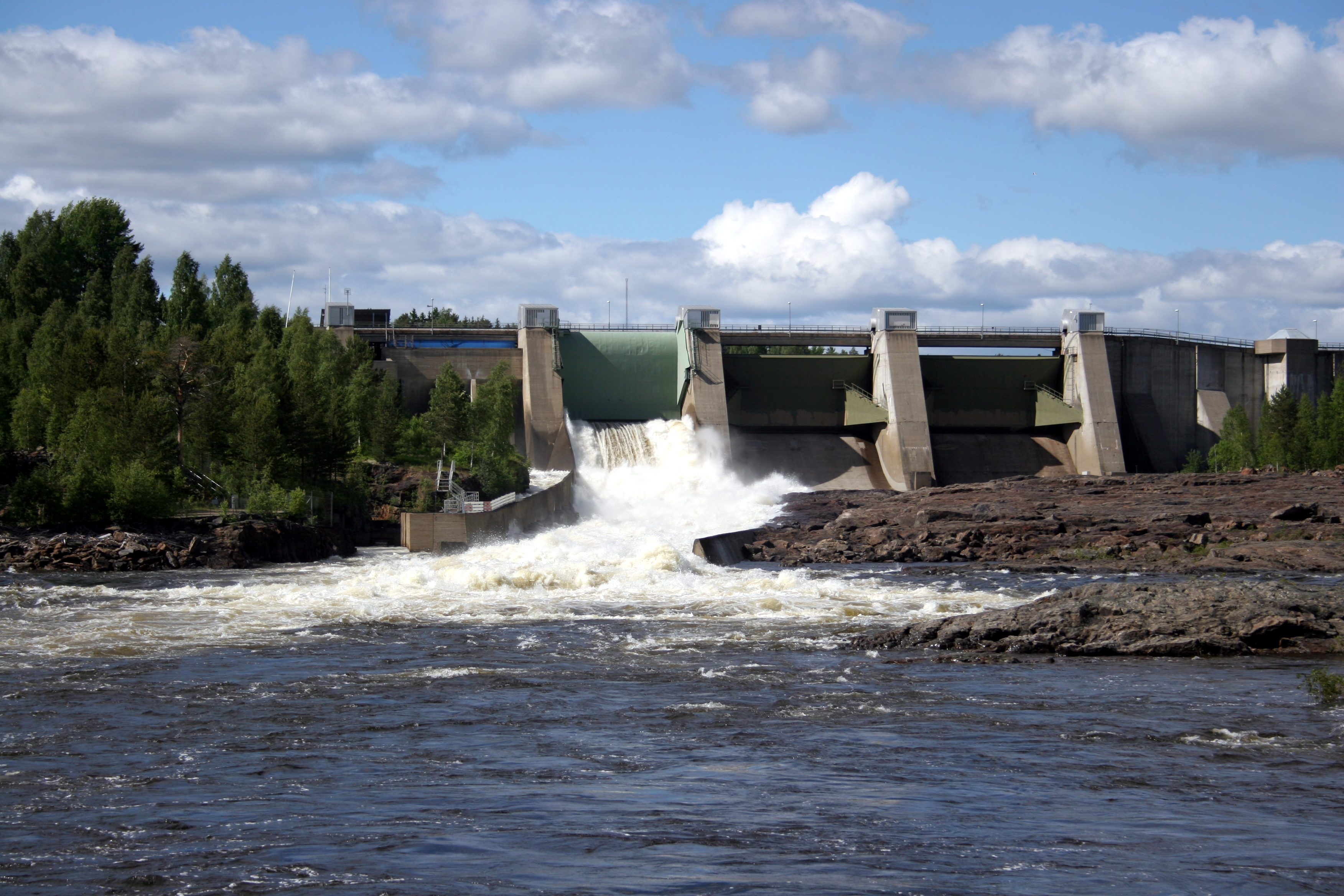
Dammbyggnaden i Stornorrfors.

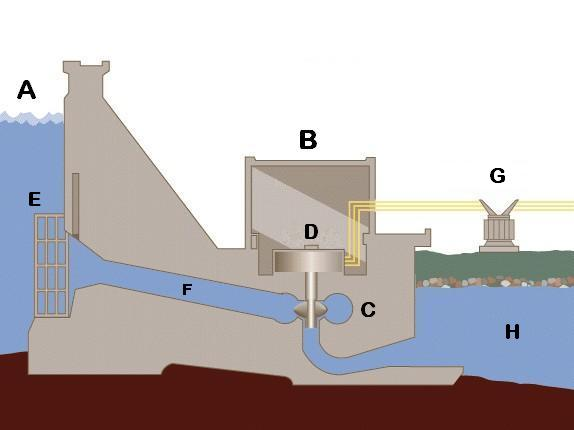
Vattenkraftverk: A - damm, B - kraftstation, C - turbin, D - generator, E - intagsgrind/intagslucka, F - tilloppstub, G - transformator, H - sugrör/avlopp

Vattenkraft är energi som utvinns ur strömmande vatten i ett vattenkraftverk. Strömmarna kan finnas i vattendrag, eller skapas genom temperaturskillnader i världshaven eller som tidvattenströmmar. Även konstgjorda vattendrag kan användas. Det man vanligen avser med vattenkraft är utvinning av den lägesenergi som vattnet har fått i sitt naturliga kretslopp genom soldriven avdunstning följt av nederbörd på högre liggande markområden. Vatten från regn eller smält is/snö samlas upp i floder och sjöar. När vattnet från en damm strömmar ner till ett i strömmen anlagt vattenkraftverk utvinns den kraft som definieras av nivåskillnaden i meter mellan vattenytan i dammen och på nedsidan av kraftverket samt vattenflödet i kubikmeter per sekund. 
Fram till mitten av 1800-talet nyttjades vattenkraften främst genom att placera vattenhjul i forsar och fall för drivning av exempelvis kvarnar som malde säd eller som drivkälla för smideshammare och andra direktdrivna maskiner. Under 1800-talet började vattenturbiner allmänt att användas, vilket möjliggjorde utnyttjandet av såväl högre fallhöjd som större total vattenkraft, än vad förhållandet varit vid de gammalmodiga vattenverken. I en turbin omvandlas energin till mekanisk energi som driver en generator som alstrar elektrisk energi. Under sista decenniet av 1800-talet utvecklades också den elektriska transmissionen, så att vattenkraften kom att kunna försörja fabriker och konsumenter med kraft på platser som låg långt från själva kraftverket.
Vattenkraften är reglerbar och kan snabbt anpassas till de förändringar som sker i konsumtionen av el. Möjligheten att reglera vattenkraftproduktionen är en viktig egenskap för att kunna bygga ut annan förnybar kraftproduktion, som tillexempel vindkraft eller solenergi, i större omfattning i hela norra Europa. Utifrån reglerförmågan delar man in vattenkraftverken i:
1. magasinkraftverk, där man har möjligheter att magasinera mycket vatten
2. strömkraftverk, där floden passerar och man saknar regleringsmöjligheter eller de är mycket små
3. pumpkraftverk, som har ett magasin som också kan fyllas under lågbelastningstider genom att utnyttja billig elenergi och pumpa upp vattnet till magasinet.

Man pratar om minikraftverk då man använder en gammal damm i någon bäck eller å och man anlägger ny kraftstation där. De har effekter på några hundra kW.

## Historia

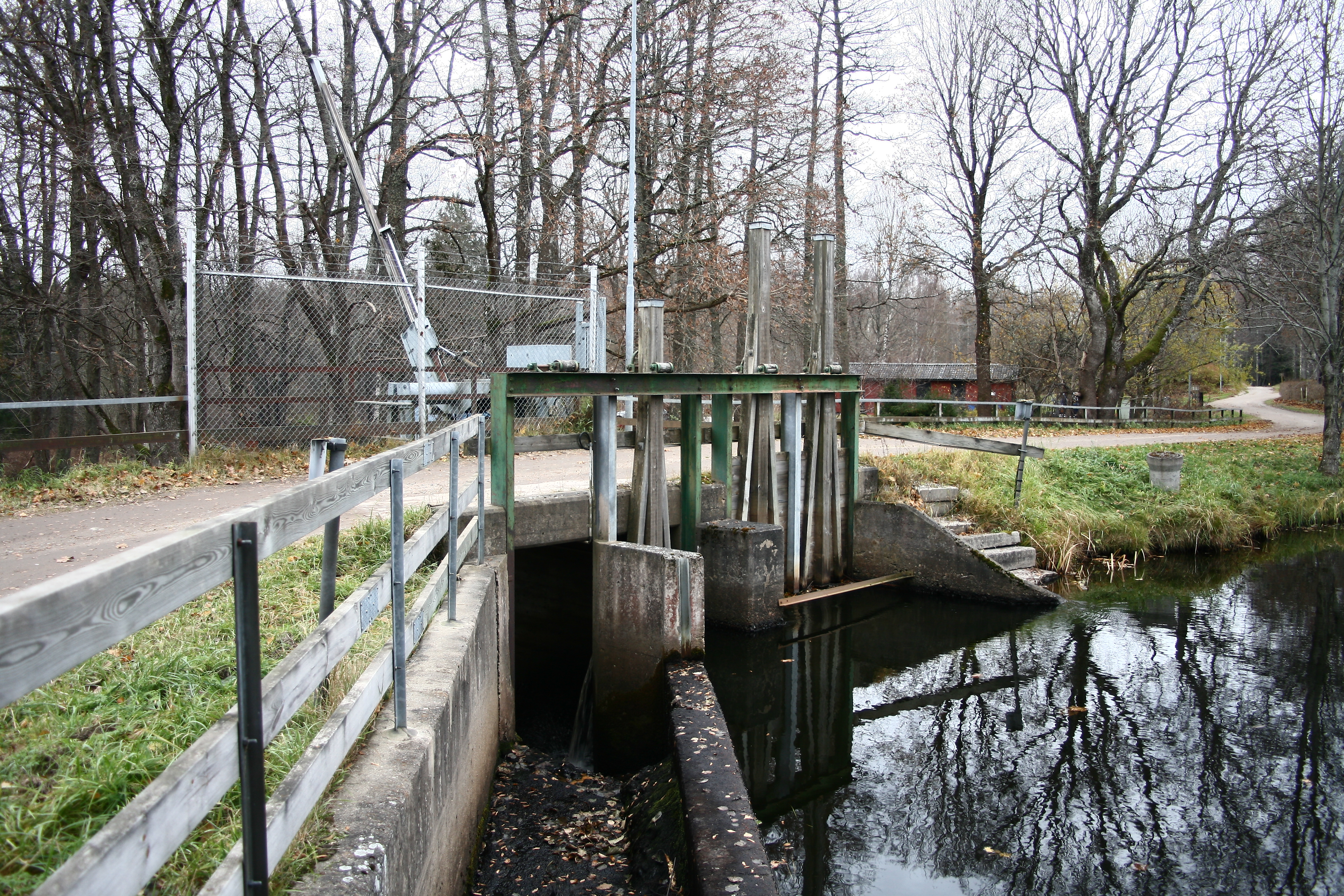
Liten kraftverksdamm med bro och dammluckor vid Skogaholms bruk i Närke.

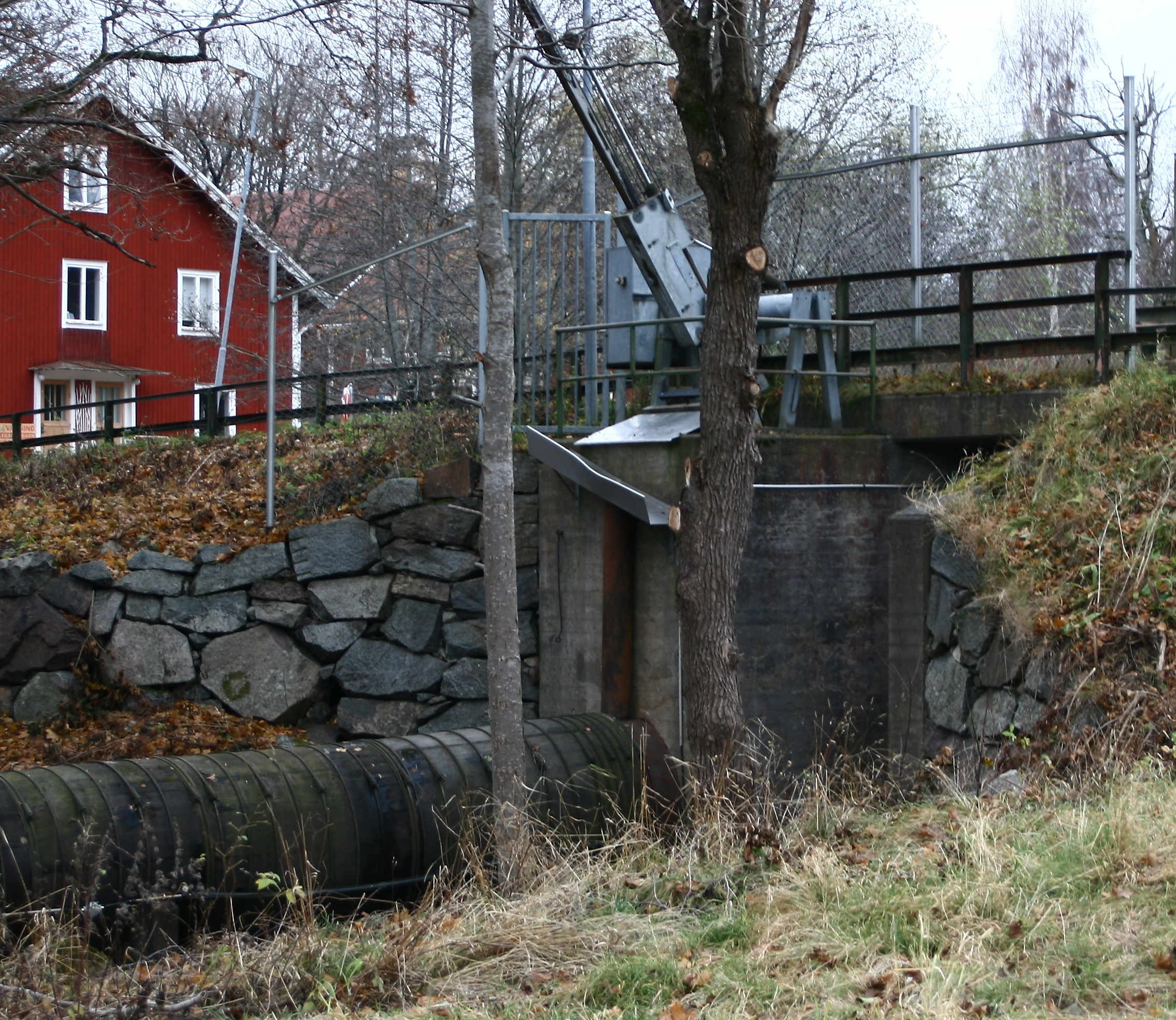
Vattnet från dammluckorna leds in i en trätub.

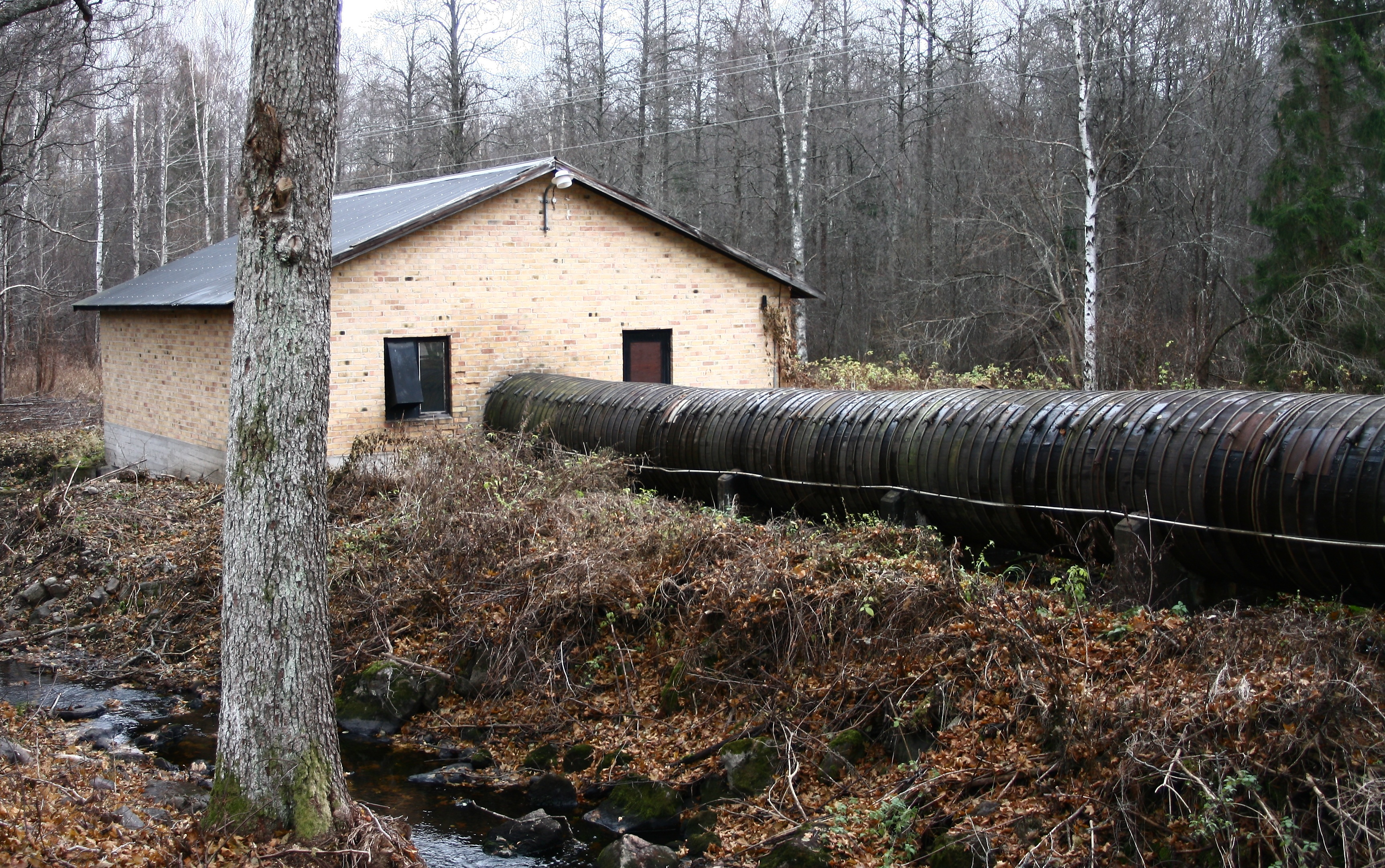
Tuben slutar i en kraftstation med elektrisk generator.

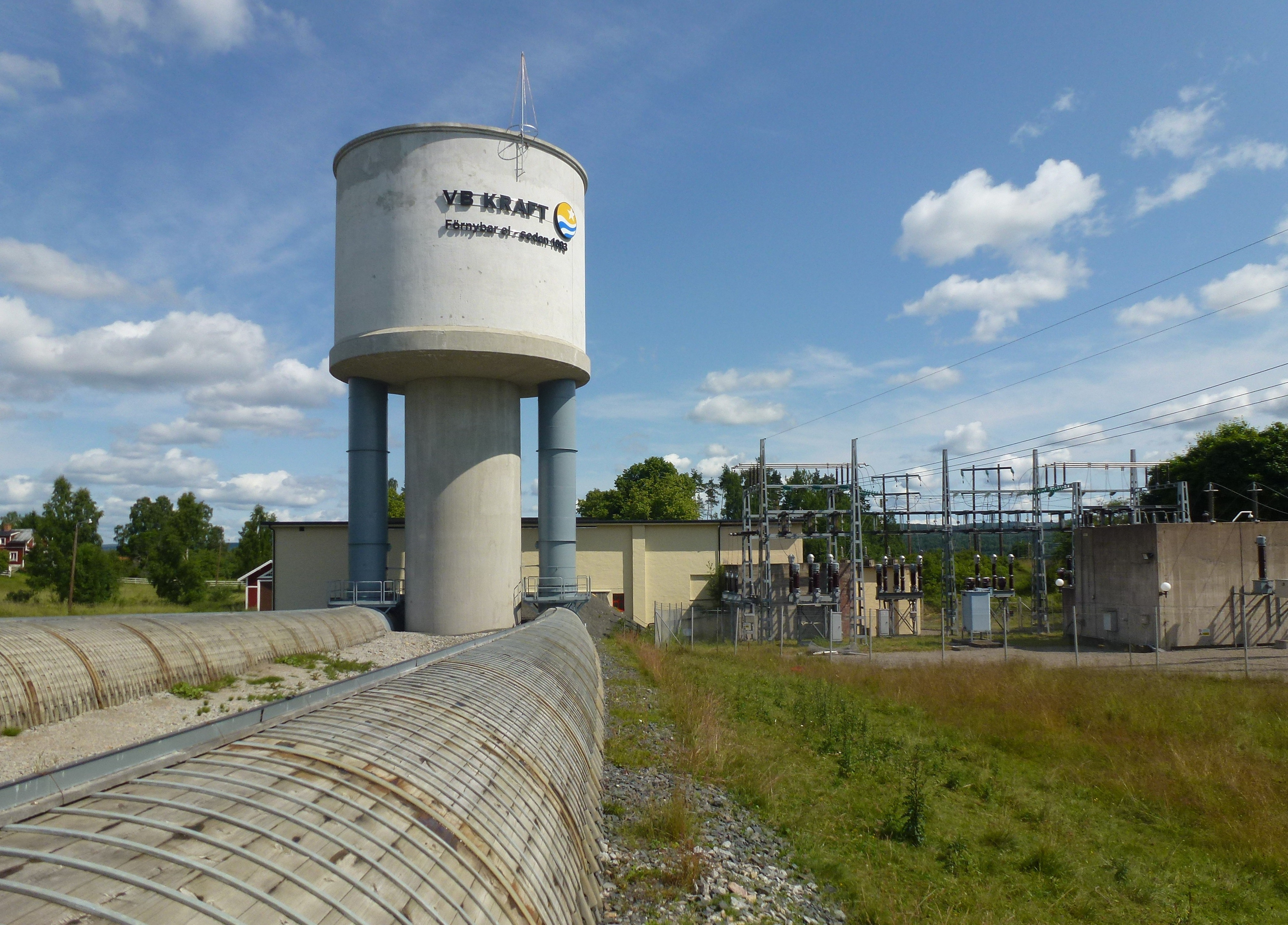
Lernbo kraftstation med vattentub och svalltorn (för utjämning av tryckskillnader).

De första vattenkraftverken fanns i Kina. Omkring år 1200 byggdes de första vattenkraftanläggningarna i Norden. I nästan 700 år har vattenkraften nyttjas i Norden, länge som ett vattenregale.
Skvalthjul med vertikal axel kom ungefär år 1250. Ett skvalthjul fungerar så att vatten leds fram till en vertikal axel med ett skovelhjul med skovlar, som står över ett vattendrag. Det rinnande vattnet gör att hjulet börjar rotera och via axeln drivs en kvarnsten för malning av säd. Under senare medeltiden och nya tiden kom det horisontalaxlade vattenhjulet att utvecklas. En mängd försök att utveckla det horisontella vattenhjulet gjordes under 1700-talet och början av 1800-talet.
Svensken Christopher Polhem (1661–1751) uppfann en konstruktion som möjliggjorde transport av vattnets kraft någon kilometer från forsen, genom att långa rörliga stänger kopplades till ett vattenhjul. Christopher Polhem kallade sin uppfinning för stånggång.
I Frankrike utfäste 1826 Société d'Ecouragement pour l'industrie Nationale ett pris värt 6 000 franc till den som kunde konstruera ett horisontellt vattenhjul med skedformade skovlar som uppfyllde vissa krav på verkningsgrad m.m. Det vinnande inslaget lämnade den unge ingenjören Benoît Fourneyron. Hans konstruktion Fourneyronturbinen räknas som den första praktiskt användbara vattenturbinen.
Under mitten och slutet av 1800-talet fick vattenkraften ett rejält uppsving. Turbiner ersatte vattenhjulen vilket gjorde att utbytet av kraft blev mycket högre och man började under 1880-talet att omvandla kraften till elektricitet. År 1826 lade fransmannen Jean-Victor Poncelet fram ett förslag om en vattenturbin där vattnet strömmar in och ut radiellt. Poncelet kom dock aldrig att förverkliga sin idé. Samuel B Howd kom att bygga det första praktiskt användbara turbinen av det här slaget. Han fick patent på det 1838. Det stora genombrottet för den här turbintypen kom med James B. Francis utvecklingsarbete. Francis lyckades konstruera en turbin med mycket bättre prestanda än Howds.
Staden Lowell, belägen där floderna Concord och Merrimack förenas, var ett centrum för Amerikas textilier och vattenkraft utnyttjades i stor skala. Francis utförde under 1840-talet flera experiment där han jämförde prestandan mellan Fourneyronturbinen och sin egen konstruktion. I Fourneyronturbinen strömmar vattnet inifrån och utåt. I sin ursprungliga form kom Francisturbinen att användas i begränsad utsträckning. Efter år 1860 kom turbintypen att utvecklas och modifieras. Engelsmannen James Thomson gjorde betydelsefulla förändringar av Francis turbin. Thomson försåg turbinen med rörliga ledskolvar och ett spiralformat tryckskåp.

## Produktion
Vattenkraftproduktionen byggdes ut kraftigt i Europa och Nordamerika fram till 1980-talet. Idag sker en omfattande vattenkraftsutbyggnad i Latinamerika och Asien.

## Stora vattenkraftverk
| Damm                | Land               | Öppnad    | Effekt                                             | Årsproduktion |
| ------------------- | ------------------ | --------- | -------------------------------------------------- | ------------- |
| Tre raviners damm   | Kina               | 2008/2011 | 18 300 MW (2008), 22 500 MW (vid färdigställandet) | 84,4 TWh      |
| Itaipú              | Brasilien/Paraguay | 1984/1991 | 14 000 MW                                          | 93,4 TWh      |
| Guri                | Venezuela          | 1986      | 10 200 MW                                          | 46 TWh        |
| Grand Coulee        | USA                | 1942/1980 | 6 809 MW                                           | 22,6 TWh      |
| Sayano Shushenskaya | Ryssland           | 1983      | 6 721 MW                                           | 23,6 TWh      |
| Robert-Bourassa     | Kanada             | 1981      | 5 616 MW                                           |               |
| Churchill Falls     | Kanada             | 1971      | 5 429 MW                                           | 35 TWh        |
| Järnporten          | Rumänien/Serbien   | 1970      | 2 280 MW                                           | 11,3 TWh      |

## Största svenska vattenkraftverken
| Damm         | Vattendrag | Öppnad         | Effekt   | Årsproduktion |
| ------------ | ---------- | -------------- | -------- | ------------- |
| Harsprånget  | Luleälven  | 1951           | 977 MW   | 2,13 TWh      |
| Stornorrfors | Umeälven   | 1958/1985/2010 | 599,4 MW | 2,25 TWh      |
| Porjus       | Luleälven  | 1914           | 480,6 MW | 1,23 TWh      |

## Beräkning av tillgänglig effekt
Hur stor effekt en vattenkraftstation kan producera beror på installerad turbinvattenföring, hydraulisk fallhöjd över turbinen och turbinverkningsgraden. Hydraulisk fallhöjd består av statisk och dynamisk fallhöjd. Den statiska fallhöjden motsvarar vattnets lägesenergi och är proportionell mot sträckan vattnet faller. Den dynamiska fallhöjden motsvarar vattnets rörelseenergi och beror kvadratiskt på vattnets flödeshastighet. Effekten kan beräknas enligt 
{\displaystyle P=\eta \,\rho \,Q\,g\,h}
där
P: turbinens effekt i Watt
η: turbinens verkningsgrad
ρ: vattnets densitet i kilogram per kubikmeter
Q: installerad turbinvattenföring i kubikmeter per sekund
g: gravitationskonstanten i meter per sekundkvadrat
h: hydraulisk fallhöjd över turbinen i meter

## Alternativ vattenkraft
Det går att utvinna energi ur vågor, så kallad vågkraft, och ur tidvatten med hjälp av tidvattenkraftverk. Dessutom finns försök att utvinna energi ur långsamt strömmande vatten med anläggningar som liknar vindkraftverk under vatten och som inte behöver dammar. De lyckade försöken utvinner från i juli 2020 energi från tidvattenströmmar. Energitätheten i långsamt strömmande vatten är låg och anläggningarna behöver bli mycket stora för att få någon egentlig betydelse. Den synliga miljöpåverkan blir mindre än med dagens vattenkraftverk, men investeringarna är i dag avsevärt mycket större, varför de i dagsläget inte är genomförbara annat än i experimentell skala. Det är troligt att de endast får en marginell betydelse.

## Miljöpåverkan

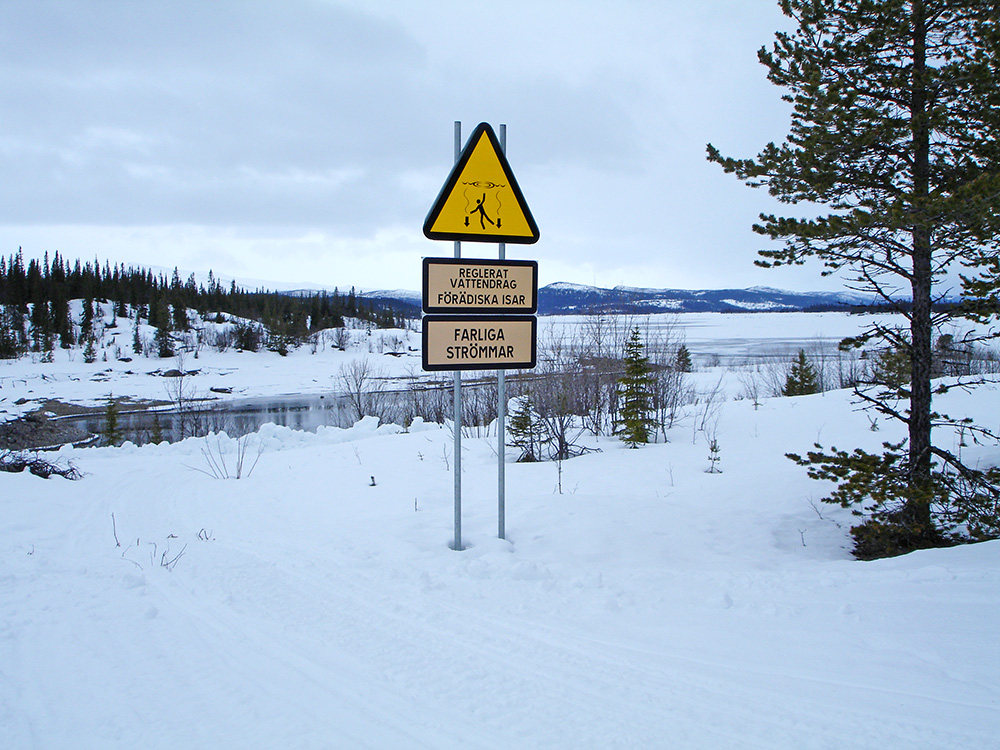
Genom vattenståndsförändringarna blir isen i en reglerad sjö opålitlig. Varningsskyltar vid Kultsjöns utlopp vid Kultsjöluspen.

Kraftverksdammar utgör vandringshinder för de fiskarter som företar vandringar (vanligast lekvandring). Detta gäller till exempel asp, vimma, id, ål, lax, havsöring, färna, nejonögon, sik, harr, öring, röding och elritsa. Flera svenska lax- och havsöringstammar har slagits ut och asp, ål, vimma, flodnejonöga och havsnejonöga är upptagna på rödlistan över hotade arter. Vattenkraften anses vara huvudorsaken bakom den snabba utrotningen av ål, då i genomsnitt 70 procent av vuxna ålar dör när de simmar igenom ett vattenkraftverk. Flodpärlmusslan är också starkt hotad till följd av öringens tillbakagång i och med att den lever i fiskens gälar under sitt första levnadsår. Vattenmagasin med stor regleringshöjd får genom den onaturliga nivåskillnaden mellan hög- och lågvatten ett stört ekosystem. Detta beror på att den huvudsakliga produktionen av djur och växter normalt sker vid stranden ned till cirka 6 meters djup. De konstanta svängningarna i vattenstånd gör att näringsämnen transporteras bort från den produktiva strandzonen så att till exempel de norrländska vattenmagasinen drabbas av näringsbrist. Nedströms dammen kommer den gamla strömfåran att vara ömsom torr och ömsom ha högvatten – en förändring i levnadsmiljön som blir svår att anpassa sig till för samtliga arter. I uppströmsdammen får man också en kraftig förändring, där bland annat bottenförhållandena förändras genom sedimentering. Vattenkraftsdammar i varma klimat kan producera stora mängder metangas om organiskt material bryts ned under luftfria förhållanden.